# Болоньез
Болоньез (итал. Bolognese) — декоративная порода собак, выведенная в Италии. В России породу часто называют французская болонка.

## Происхождение породы

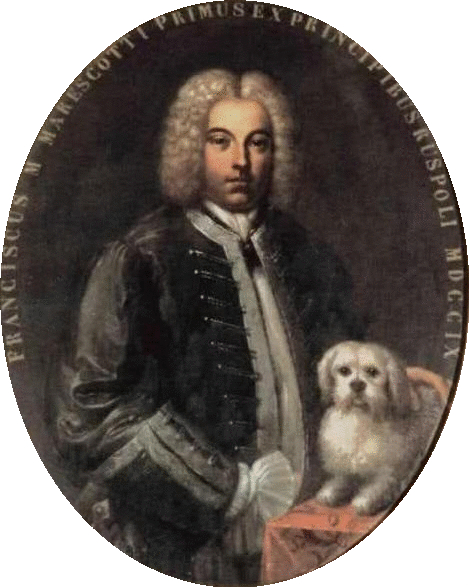
Francesco Maria Marescotti Ruspoli

Порода болоньез происходит происходит из города Болонья на севере Италии. Порода была известна ещё с XIII века, порода была очень популярна в эпоху возрождения у знатных людей. Со временем мода на породу стихла, болоньез почти вымер. Благодаря заводчику и любителю породы Джану Франко Джаннелли, породу удалось сохранить.
Ближайшим родственником болоньезе в группе бишонов является мальтийская болонка (мальтезе), точно не известно, является ли порода его предком или потомком. Предположительно порода появилась в результате скрещивания малтезе с карликовыми пуделями.
Сейчас болоньез считается редкой породой.

### Известные люди, владевшие болоньезе
В XVIII веке французский посол, приехав в Россию, подарил несколько собачек этой породы императрице Екатерине II.
Также породой владели мадам де Помпадур (1721-1764) и австрийская императрица Мария Терезия, а также Мерлин Монро.
Венецианский художник Тициан нарисовал герцога Фредерико Гонзага своим болоньезе. Порода также встречается на картинах Гойя, Госсе и Ватто.

### Название
В России за породой закрепилось название «французская болонка», но правильное название породы — «болоньез», то есть болонская собачка

## Внешний вид
Болоньез, как правило, однородного белого окраса или белого с палевым на ушах, маленькая, квадратного формата, веселая, очень игривая собачка с гордо посаженной головой, висячими ушами, покрытыми длинной струящейся шерстью, и с темными очень выразительными, внимательными, достаточно большими глазами.
Рост кобелей 27-30 см, сук 25-28 см. Масса от 2.5 до 4 кг.
Очень эффектный вид придают ей черные глаза, веки, губы и мочка носа. Переход от выпуклого лба к короткой морде четко обозначен. Шерсть густая, шелковистая, в свободных завитках, с подшерстком. Хвост покрыт длинной, струящейся шерстью, посажен высоко, лежит на спине. Шерсть собаке подстригают ножницами, открывая её глаза и придавая округлую форму голове и туловищу. Правильно расчесанная и подстриженная собака имеет вид пуховки для пудры.

## Уход и содержание
Болоньез нуждается в ежедневном расчесывании шерсти, чтобы избежать появления колтунов, а также мыть по мере загрязнения. Порода не линяет, поэтому подходит людям с аллергией на шерсть.
У французской болонки висячие уши, которые нужно обязательно проверять и чистить. Также необходимо регулярно выщипывать волосы, растущие в ушах.

### Дрессировка
Порода довольно быстро учит новые команды, но при их обучении требуется терпение.

## Характер
Чрезвычайно ласковые со своими хозяевами болоньезы в то же время очень недоверчивы к посторонним. Собачки обладают стильной походкой и большим обаянием.
Он очень предан своему хозяину и семье, тяжело переносит одиночество. Порода игривая и покладистая. Болоньез будет нежен с детьми и уживается с другими домашними животными.